# Desmotheca brachiata
Desmotheca brachiata är en bladmossart som beskrevs av Dale Hadley Vitt 1990. Desmotheca brachiata ingår i släktet Desmotheca och familjen Orthotrichaceae. Inga underarter finns listade i Catalogue of Life.